# Bargen, Bern
Bargen là một đô thị ở huyện Aarberg ở bang Berne ở Thụy Sĩ. Đô thị này có diện tích 7,86 km², dân số năm 2006 là 926 người.
Đô thị này trước đây là một giáo khu và nay thuộc huyện Aarberg. Ngôn ngữ chính thức được sử dụng tại đây là tiếng Đức với 95,32 % dân số sử dụng ngôn ngữ này.
Bargen tọa lạc ở Grossen Moos, một khu vực màu mỡ ở Seeland.